# Lei Gong

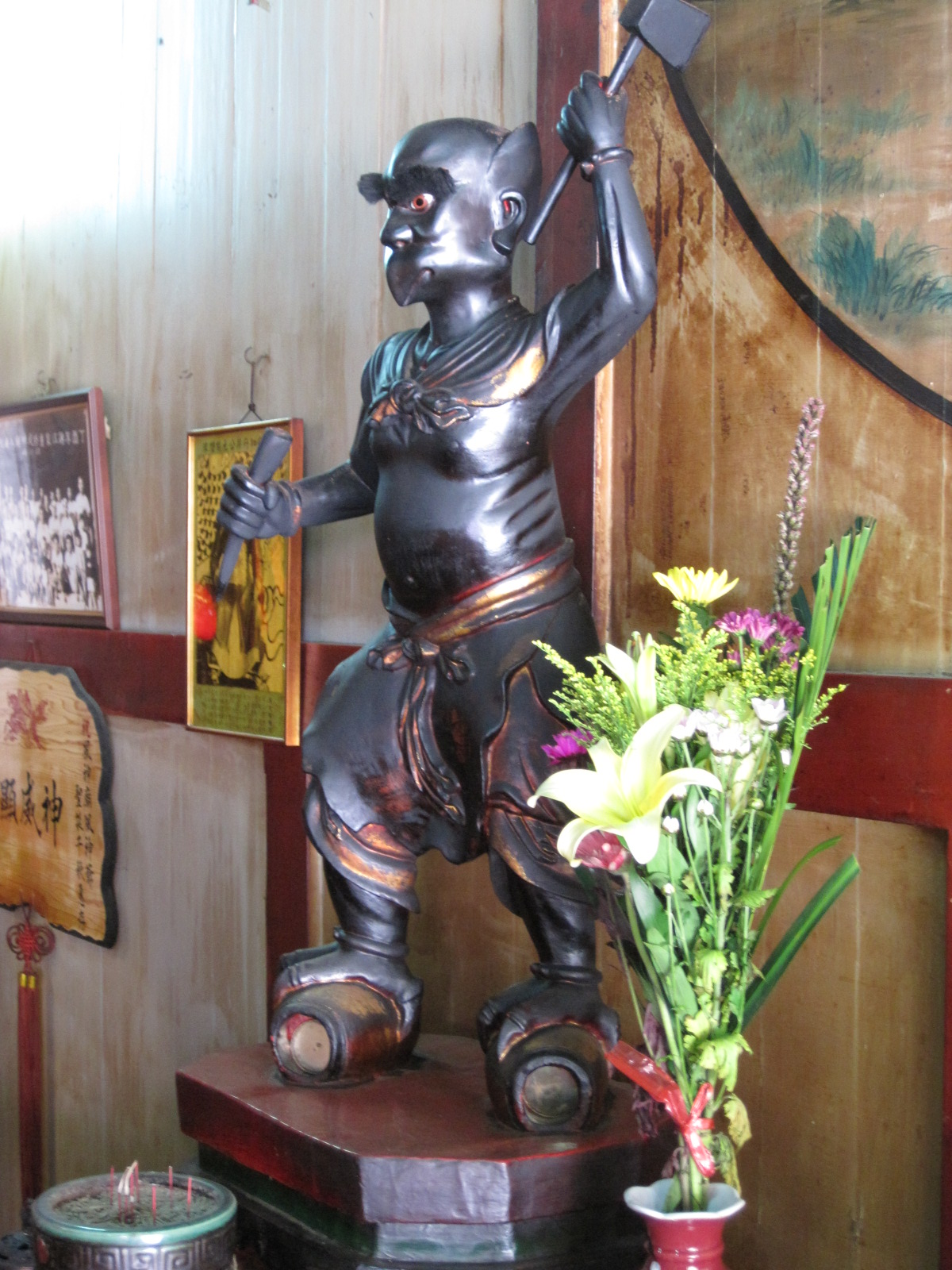
Effigie de Lei Gong dans un temple taïwanais

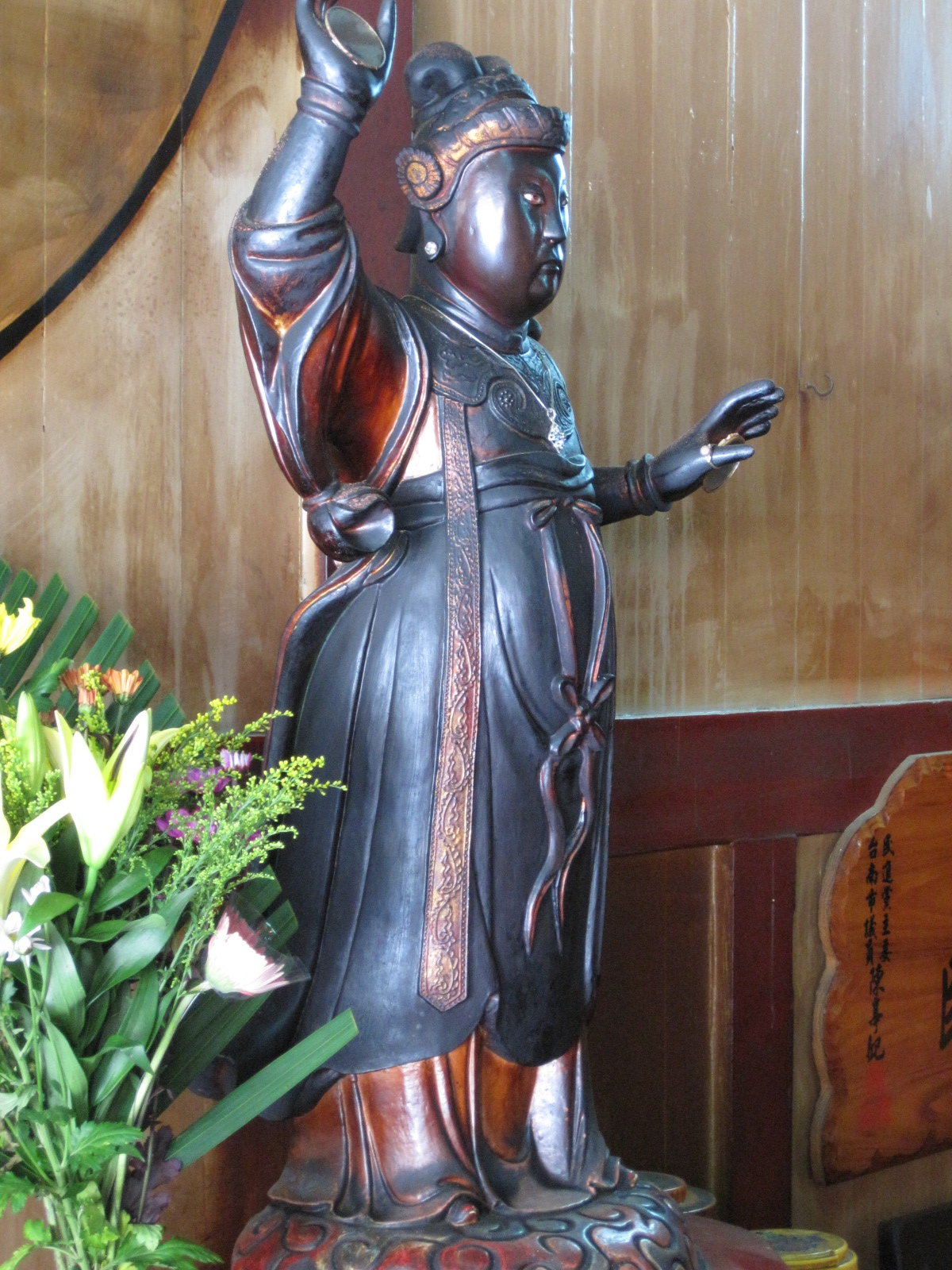
Effigie de Dian Mu dans un temple taïwanais

Lei Gong (雷公) ou Sire Tonnerre est une divinité chinoise responsable du tonnerre. Il a également un rôle justicier et peut causer la mort de personnes qui se sont mal conduites. Il est le plus souvent représenté comme un humanoïde au torse nu doté doté d’un bec d’oiseau ou d’un menton pointu, d’une paire d’ailes et de serres aux pieds, tenant un ciseau dans la main gauche et un maillet dans la main droite. Il peut être accompagné de tambours placés sous ses pieds ou suspendus à côté de sa statue. Très peu de temples lui sont spécifiquement dédiés. Il est aussi appelé Lei Shen (雷神) ou Lei Zu (雷祖).
On lui prête comme assistants Feng Bo (豐伯) qui produit le vent en agitant une outre de peau de chèvre (remplacé tardivement par Feng Popo, Grand-Mère Vent), Yun Tong (雲童) l’Enfant des Nuages, Yu Shi (雨師) qui produit la pluie en trempant la pointe de son épée dans une jarre d’eau et surtout Dian Mu (電母) (Mère Éclair), qui produit la foudre avec des miroirs. Jeune femme vertueuse tuée par Lei Gong qui l’avait crue gaspilleuse alors qu’elle vidait un bol de nourriture pour sa belle-mère, l’empereur de Jade aurait ordonné au dieu du tonnerre de la prendre pour épouse et assistante en compensation ; les éclairs permettent à Lei Gong de mieux discerner et diminuent les risques d’une autre méprise.
Un dieu du tonnerre décrit comme un hybride anthropozoomorphe ou un colosse est mentionné dans différents textes anciens depuis les Chants de Chu. Les sectes taoistes ont élaboré des rites pour l’évoquer, particulièrement à partir des Song (rite leifa). L'Investiture des dieux voit en lui Wen Zhong (聞仲), un dignitaire de la dynastie Shang divinisé.
Selon le Shenxian ganyu zhuan du taoïste Du Guangting (杜光庭 850—933?), Lei Gong aurait cinq frères ; l’aîné et le deuxième sont les plus efficaces, mais le cinquième est incontrôlable et ne doit jamais être évoqué. 
La tradition médicale lui attribue un livre de pharmacopée datant du début du IIe siècle, Leigong yaodui (雷公药对).